# Primera División de Bolivia 2015-16
La temporada 2015-16 de la Primera División de Bolivia fue la 39.na edición de la Liga del Fútbol Profesional Boliviano. Se dividió en 2 campeonatos oficiales: el Apertura en 2015 y Clausura en 2016, ambos bajo el sistema "Todos contra todos".

## Formato
La Temporada 2015-16 de la Liga Boliviana se compuso de dos torneos, el Apertura y el Clausura, con el siguiente formato:
El Torneo Apertura 2015 fue el primer torneo de la temporada, se jugó bajo el sistema todos contra todos.
El Torneo Clausura 2016 fue el segundo torneo de la temporada, se jugó también bajo el sistema todos contra todos.

## Ascensos y descensos
| Posición | Equipos ascendidos del Nacional B 2014/15 |
| -------- | ----------------------------------------- |
| 1º       | Ciclón                                    |

| Posición | Equipos descendidos en el Torneo 2014-15 |
| -------- | ---------------------------------------- |
| 12º      | Universitario de Pando                   |

Universitario de Pando que terminó último en la tabla del descenso 2014/15 fue relegado a la Segunda División (Nacional B), después de disputar esa temporada en Primera División. Fue reemplazado por el campeón del Nacional B 2014/15 Ciclón que retornó a la Liga tras 20 temporadas (Descendió en la Temporada 1995).

## Equipos
El número de equipos para la temporada 2015-16 sigue siendo el mismo que la temporada anterior. 10 equipos son administrados por Clubes o Entidades Deportivas, 1 equipo es administrado por la Universidad de Sucre y 1 equipo es administrado por una Sociedad de Responsabilidad Limitada.
| Entidad | Entidad                                           | Ciudad                  | Estadio                                             | Capacidad           | Marca Indumentaria |
| ------- | ------------------------------------------------- | ----------------------- | --------------------------------------------------- | ------------------- | ------------------ |
|         | Club Bolívar                                      | La Paz                  | Hernando Siles Simón Bolívar                        | 42.000 5.000        | Marathon Sports    |
|         | Club Atlético Ciclón                              | Tarija                  | IV Centenario                                       | 20.000              | Fair Play          |
|         | Club Atlético Nacional Potosí                     | Potosí                  | Víctor Agustín Ugarte                               | 31.000              | Samy Sport         |
|         | Club Deportivo Jorge Wilstermann                  | Cochabamba              | Félix Capriles Mpal. de Sacaba Mpal. de Quillacollo | 32.000 12.000 6.000 | Joma               |
|         | Club Deportivo Oriente Petrolero                  | Santa Cruz de la Sierra | Ramón Tahuichi Aguilera Juan Carlos Durán           | 38.500 25.000       | Marathon Sports    |
|         | Club Deportivo Petrolero                          | Yacuiba                 | Federico Ibarra                                     | 9.000               | Domy Sport         |
|         | Club Deportivo San José                           | Oruro                   | Jesús Bermúdez Manuel Flores                        | 32.000 8.000        | Willys Athletic    |
|         | Club Deportivo Universitario San Francisco Xavier | Sucre                   | Olímpico Patria                                     | 30.000              | Walon Sport        |
|         | Club Deportivo y Cultural Sport Boys              | Warnes                  | Samuel Vaca Edgar Peña                              | 6.000 18.000        | Golden Sport       |
|         | Club Real Potosí                                  | Potosí                  | Víctor Agustín Ugarte                               | 31.000              | Unosport           |
|         | Club Social, Cultural y Deportivo Blooming        | Santa Cruz de la Sierra | Ramón Tahuichi Aguilera Juan Carlos Durán           | 32.000 14.000       | Joma               |
|         | Club The Strongest                                | La Paz                  | Hernando Siles Rafael Mendoza                       | 42.000 14.000       | Walon Sport        |

### Cupos por departamento
| Departamento | Cantidad | Equipo            |
| ------------ | -------- | ----------------- |
| Santa Cruz   | 3        | Oriente Petrolero |
| Santa Cruz   | 3        | Blooming          |
| Santa Cruz   | 3        | Sport Boys        |
| La Paz       | 2        | The Strongest     |
| La Paz       | 2        | Bolívar           |
| Potosí       | 2        | Real Potosí       |
| Potosí       | 2        | Nacional Potosí   |
| Tarija       | 2        | Petrolero         |
| Tarija       | 2        | Ciclón            |
| Cochabamba   | 1        | Jorge Wilstermann |
| Chuquisaca   | 1        | Universitario     |
| Oruro        | 1        | San José          |

## Torneo Apertura

### Tabla de posiciones
| Pos. | Equipos                | PJ | PG | PE | PP | GF | GC | Dif. | Pts. |
| ---- | ---------------------- | -- | -- | -- | -- | -- | -- | ---- | ---- |
| 1.   | Sport Boys (C)         | 22 | 14 | 3  | 5  | 33 | 17 | +19  | 45   |
| 2.   | Bolívar                | 22 | 14 | 1  | 7  | 49 | 39 | +16  | 43   |
| 3.   | The Strongest          | 22 | 11 | 6  | 5  | 45 | 26 | +19  | 39   |
| 4.   | Universitario de Sucre | 22 | 10 | 6  | 6  | 44 | 43 | +1   | 36   |
| 5.   | Oriente Petrolero      | 22 | 9  | 7  | 6  | 32 | 30 | +2   | 34   |
| 6.   | Jorge Wilstermann      | 22 | 8  | 9  | 5  | 34 | 30 | +4   | 33   |
| 7.   | Ciclón                 | 22 | 9  | 3  | 10 | 31 | 38 | -7   | 30   |
| 8.   | Blooming               | 22 | 6  | 7  | 9  | 31 | 37 | -6   | 25   |
| 9.   | San José               | 22 | 6  | 6  | 10 | 30 | 36 | -6   | 24   |
| 10.  | Nacional Potosí        | 22 | 5  | 6  | 11 | 38 | 48 | -10  | 21   |
| 11.  | Petrolero              | 22 | 5  | 4  | 13 | 20 | 35 | -15  | 19   |
| 12.  | Real Potosí            | 22 | 5  | 2  | 15 | 31 | 48 | -17  | 17   |

|  |                                                     |
|  | Clasificado para la Copa Conmebol Libertadores 2017 |

### Evolución de los equipos
| Fecha             | 1  | 2  | 3  | 4  | 5  | 6  | 7  | 8  | 9  | 10 | 11 | 12 | 13 | 14 | 15 | 16 | 17 | 18 | 19 | 20 | 21 | 22 |
| Fecha             |    |    |    |    |    |    |    |    |    |    |    |    |    |    |    |    |    |    |    |    |    |    |
| ----------------- | -- | -- | -- | -- | -- | -- | -- | -- | -- | -- | -- | -- | -- | -- | -- | -- | -- | -- | -- | -- | -- | -- |
| Blooming          | 6  | 3  | 6  | 9  | 10 | 10 | 9  | 7  | 7  | 8  | 7  | 7  | 7  | 6  | 7  | 8  | 8  | 8  | 8  | 8  | 8  | 8  |
| Bolívar           | 8  | 10 | 8  | 11 | 8  | 6  | 4  | 3  | 4  | 4  | 3  | 3  | 3  | 3  | 2  | 2  | 2  | 3  | 2  | 2  | 2  | 2  |
| Ciclón            | 8  | 12 | 9  | 5  | 9  | 5  | 7  | 8  | 8  | 9  | 9  | 9  | 9  | 9  | 8  | 7  | 7  | 6  | 4  | 7  | 7  | 7  |
| Nacional Potosí   | 2  | 3  | 7  | 10 | 11 | 11 | 10 | 10 | 10 | 10 | 10 | 10 | 10 | 10 | 10 | 10 | 11 | 11 | 11 | 10 | 10 | 10 |
| Oriente Petrolero | 2  | 6  | 3  | 4  | 6  | 8  | 8  | 5  | 6  | 5  | 5  | 6  | 6  | 7  | 6  | 6  | 6  | 7  | 7  | 5  | 5  | 5  |
| Petrolero         | 12 | 6  | 9  | 7  | 5  | 7  | 5  | 9  | 5  | 7  | 8  | 8  | 8  | 8  | 9  | 9  | 9  | 10 | 10 | 11 | 11 | 11 |
| Real Potosí       | 8  | 11 | 12 | 12 | 12 | 12 | 12 | 12 | 12 | 12 | 12 | 12 | 12 | 12 | 11 | 11 | 12 | 12 | 12 | 12 | 12 | 12 |
| San José          | 8  | 6  | 5  | 7  | 7  | 9  | 11 | 11 | 11 | 11 | 11 | 11 | 11 | 11 | 12 | 12 | 10 | 9  | 9  | 9  | 9  | 9  |
| Sport Boys        | 1  | 1  | 1  | 1  | 1  | 1  | 1  | 2  | 2  | 2  | 2  | 2  | 2  | 1  | 1  | 1  | 1  | 1  | 1  | 1  | 1  | 1  |
| The Strongest     | 6  | 2  | 2  | 2  | 2  | 2  | 2  | 1  | 1  | 1  | 1  | 1  | 1  | 2  | 3  | 3  | 3  | 2  | 3  | 3  | 3  | 3  |
| Universitario     | 2  | 9  | 9  | 5  | 4  | 4  | 6  | 6  | 9  | 6  | 6  | 5  | 5  | 5  | 4  | 4  | 4  | 4  | 5  | 4  | 4  | 4  |
| Wilstermann       | 2  | 3  | 2  | 3  | 3  | 3  | 3  | 4  | 3  | 3  | 4  | 4  | 4  | 4  | 5  | 5  | 5  | 5  | 6  | 6  | 6  | 6  |

### Resultados
| Local / Visita    | BLO | BOL | CIC | NAL | OP  | PET | RPO | SJ  | SB  | TS  | UNI | WIL |
| ----------------- | --- | --- | --- | --- | --- | --- | --- | --- | --- | --- | --- | --- |
| Blooming          |     | 2–2 | 2–3 | 3–2 | 1–1 | 0–1 | 2–1 | 2–1 | 1–0 | 1–0 | 2–2 | 3–1 |
| Bolívar           | 1–0 |     | 0–1 | 6–3 | 2–0 | 4–0 | 3–2 | 2–5 | 2–3 | 0–2 | 5–2 | 2–0 |
| Ciclón            | 4–2 | 1–4 |     | 2–2 | 1–4 | 1–0 | 2–0 | 3–1 | 1–2 | 1–3 | 0–2 | 2–0 |
| Nacional Potosí   | 1–1 | 0–3 | 3–1 |     | 1–1 | 4–0 | 2–1 | 1–0 | 1–3 | 2–3 | 2–2 | 2–2 |
| Oriente Petrolero | 4–2 | 1–0 | 1–1 | 3–0 |     | 1–0 | 6–1 | 0–0 | 1–0 | 1–1 | 0–0 | 2–1 |
| Petrolero         | 1–1 | 0–1 | 2–3 | 1–1 | 0–1 |     | 2–1 | 5–2 | 0–1 | 2–1 | 2–0 | 1–1 |
| Real Potosí       | 2–1 | 2–5 | 1–2 | 1–2 | 6–1 | 2–1 |     | 1–3 | 1–0 | 1–2 | 2–3 | 2–0 |
| San José          | 2–0 | 1–3 | 1–1 | 3–2 | 2–1 | 1–0 | 3–3 |     | 0–1 | 1–1 | 2–4 | 0–2 |
| Sport Boys        | 1–1 | 4–1 | 3–0 | 1–0 | 2–0 | 2–0 | 1–0 | 2–1 |     | 1–2 | 5–0 | 1–1 |
| The Strongest     | 1–1 | 2–3 | 2–1 | 4–2 | 6–1 | 3–1 | 1–1 | 1–1 | 1–2 |     | 5–0 | 1–2 |
| Universitario     | 4–2 | 2–3 | 1–0 | 3–2 | 3–2 | 3–0 | 5–0 | 1–0 | 1–1 | 0–2 |     | 2–2 |
| Wilstermann       | 3–2 | 3–0 | 2–0 | 4–3 | 0–0 | 1–1 | 1–0 | 1–1 | 2–0 | 1–1 | 4–4 |     |

### Fixture
| Oriente Petrolero | 1 - 0 | Bolívar     | Ramón Tahuichi Aguilera | 7 de agosto | 20:30 |
| Sport Boys        | 2 - 0 | Petrolero   | Samuel Vaca             | 8 de agosto | 15:00 |
| Universitario     | 1 - 0 | Ciclón      | Olímpico Patria         | 9 de agosto | 15:00 |
| The Strongest     | 1 - 1 | Blooming    | Hernando Siles          | 9 de agosto | 15:00 |
| Nacional Potosí   | 1 - 0 | San José    | Víctor Agustín Ugarte   | 9 de agosto | 15:00 |
| Wilstermann       | 1 - 0 | Real Potosí | Félix Capriles          | 9 de agosto | 17:15 |

| Bolívar         | 2 - 3 | Sport Boys        | Hernando Siles          | 15 de agosto | 20:00 |
| San José        | 2 - 1 | Oriente Petrolero | Jesús Bermúdez          | 16 de agosto | 15:00 |
| Petrolero       | 2 - 0 | Universitario     | Federico Ibarra         | 16 de agosto | 15:00 |
| Ciclón          | 1 - 3 | The Strongest     | IV Centenario           | 16 de agosto | 15:00 |
| Nacional Potosí | 2 - 2 | Wilstermann       | Víctor Agustín Ugarte   | 16 de agosto | 17:15 |
| Blooming        | 2 - 1 | Real Potosí       | Ramón Tahuichi Aguilera | 16 de agosto | 19:30 |

| The Strongest     | 3 - 1 | Petrolero       | Hernando Siles          | 21 de agosto | 20:00 |
| Real Potosí       | 1 - 2 | Ciclón          | Víctor Agustín Ugarte   | 23 de agosto | 15:00 |
| Universitario     | 2 - 3 | Bolívar         | Olímpico Patria         | 23 de agosto | 15:00 |
| San José          | 0 - 1 | Sport Boys      | Jesus bermudes          | 23 de agosto | 15:00 |
| Wilstermann       | 3 - 2 | Blooming        | Félix Capriles          | 23 de agosto | 17:15 |
| Oriente Petrolero | 3 - 0 | Nacional Potosí | Ramón Tahuichi Aguilera | 23 de agosto | 19:30 |

| Petrolero       | 2 - 1 | Real Potosí       | Federico Ibarra       | 26 de agosto | 15:00 |
| Bolívar         | 0 - 2 | The Strongest     | Hernando Siles        | 26 de agosto | 20:00 |
| Nacional Potosí | 1 - 3 | Sport Boys        | Víctor Agustín Ugarte | 26 de agosto | 20:00 |
| Ciclón          | 4 - 2 | Blooming          | IV Centenario         | 27 de agosto | 15:00 |
| San José        | 2 - 4 | Universitario     | Jesús Bermúdez        | 27 de agosto | 20:00 |
| Wilstermann     | 0 - 0 | Oriente Petrolero | Félix Capriles        | 27 de agosto | 20:00 |

| Bolívar       | 3 - 2 | Real Potosí       | Hernando Siles          | 30 de agosto | 11:00 |
| Universitario | 3 - 2 | Nacional Potosí   | Olímpico Patria         | 30 de agosto | 15:00 |
| Sport Boys    | 2 - 0 | Oriente Petrolero | Samuel Vaca             | 30 de agosto | 15:00 |
| The Strongest | 1 - 1 | San José          | Hernando Siles          | 30 de agosto | 17:15 |
| Wilstermann   | 2 - 0 | Ciclón            | Félix Capriles          | 30 de agosto | 17:15 |
| Blooming      | 0 - 1 | Petrolero         | Ramón Tahuichi Aguilera | 30 de agosto | 19:30 |

| Petrolero         | 2 - 3 | Ciclón        | Federico Ibarra         | 5 de septiembre | 15:00 |
| Sport Boys        | 1 - 1 | Wilstermann   | Samuel Vaca             | 8 de septiembre | 15:00 |
| San José          | 3 - 3 | Real Potosí   | Jesús Bermúdez          | 8 de septiembre | 20:00 |
| Bolívar           | 1 - 0 | Blooming      | Hernando Siles          | 9 de septiembre | 20:00 |
| Nacional Potosí   | 2 - 3 | The Strongest | Víctor Agustín Ugarte   | 9 de septiembre | 20:00 |
| Oriente Petrolero | 0 - 0 | Universitario | Ramón Tahuichi Aguilera | 9 de septiembre | 20:30 |

| Wilstermann   | 1 - 1 | Petrolero         | Félix Capriles          | 11 de septiembre | 20:00 |
| Sport Boys    | 5 - 0 | Universitario     | Samuel Vaca             | 12 de septiembre | 15:00 |
| Blooming      | 2 - 1 | San José          | Ramón Tahuichi Aguilera | 12 de septiembre | 18:30 |
| Ciclón        | 1 - 4 | Bolívar           | IV Centenario           | 13 de septiembre | 15:00 |
| The Strongest | 6 - 1 | Oriente Petrolero | Hernando Siles          | 13 de septiembre | 15:00 |
| Real Potosí   | 1 - 2 | Nacional Potosí   | Víctor Agustín Ugarte   | 13 de septiembre | 17:15 |

| Bolívar           | 4 - 0 | Petrolero       | Hernando Siles          | 17 de septiembre | 20:00 |
| San José          | 1 - 1 | Ciclón          | Jesús Bermúdez          | 18 de septiembre | 20:00 |
| Universitario     | 2 - 2 | Wilstermann     | Olímpico Patria         | 18 de septiembre | 20:00 |
| Sport Boys        | 1 - 2 | The Strongest   | Samuel Vaca             | 19 de septiembre | 15:00 |
| Blooming          | 3 - 2 | Nacional Potosí | Ramón Tahuichi Aguilera | 19 de septiembre | 18:30 |
| Oriente Petrolero | 6 - 1 | Real Potosí     | Ramón Tahuichi Aguilera | 20 de septiembre | 18:30 |

| Real Potosí   | 1 - 0 | Sport Boys        | Víctor Agustín Ugarte   | 25 de septiembre | 20:00 |
| Ciclón        | 2 - 2 | Nacional Potosí   | IV Centenario           | 26 de septiembre | 15:00 |
| Petrolero     | 5 - 2 | San José          | Federico Ibarra         | 26 de septiembre | 15:00 |
| The Strongest | 5 - 0 | Universitario     | Hernando Siles          | 27 de septiembre | 15:00 |
| Wilstermann   | 3 - 0 | Bolívar           | Félix Capriles          | 27 de septiembre | 17:15 |
| Blooming      | 1 - 1 | Oriente Petrolero | Ramón Tahuichi Aguilera | 27 de septiembre | 19:30 |

| Nacional Potosí   | 4 - 0 | Petrolero   | Víctor Agustín Ugarte   | 16 de octubre | 20:00 |
| Sport Boys        | 1 - 1 | Blooming    | Samuel Vaca             | 17 de octubre | 15:00 |
| San José          | 1 - 3 | Bolívar     | Jesús Bermúdez          | 18 de octubre | 15:00 |
| Universitario     | 5 - 0 | Real Potosí | Olímpico Patria         | 18 de octubre | 15:00 |
| The Strongest     | 1 - 2 | Wilstermann | Hernando Siles          | 18 de octubre | 17:15 |
| Oriente Petrolero | 1 - 1 | Ciclón      | Ramón Tahuichi Aguilera | 18 de octubre | 19:30 |

| Petrolero   | 0 - 1 | Oriente Petrolero | Federico Ibarra         | 11 de octubre | 15:00 |
| Real Potosí | 1 - 2 | The Strongest     | Víctor Agustín Ugarte   | 21 de octubre | 20:00 |
| Bolívar     | 6 - 3 | Nacional Potosí   | Hernando Siles          | 21 de octubre | 20:00 |
| Ciclón      | 1 - 2 | Sport Boys        | IV Centenario           | 22 de octubre | 15:00 |
| Wilstermann | 1 - 1 | San José          | Félix Capriles          | 22 de octubre | 20:00 |
| Blooming    | 2 - 2 | Universitario     | Ramón Tahuichi Aguilera | 22 de octubre | 20:30 |

| San José    | 3 - 2 | Nacional Potosí   | Jesús Bermúdez          | 24 de octubre | 15:00 |
| Ciclón      | 0 - 2 | Universitario     | IV Centenario           | 25 de octubre | 15:00 |
| Petrolero   | 0 - 1 | Sport Boys        | Federico Ibarra         | 25 de octubre | 15:00 |
| Blooming    | 1 - 0 | The Strongest     | Ramón Tahuichi Aguilera | 25 de octubre | 17:15 |
| Real Potosí | 2 - 0 | Wilstermann       | Víctor Agustín Ugarte   | 25 de octubre | 19:30 |
| Bolívar     | 2 - 0 | Oriente Petrolero | Hernando Siles          | 26 de octubre | 20:00 |

| Wilstermann       | 4 - 3 | Nacional Potosí | Félix Capriles          | 28 de octubre  | 20:00 |
| Real Potosí       | 2 - 1 | Blooming        | Víctor Agustín Ugarte   | 28 de octubre  | 20:00 |
| The Strongest     | 2 - 1 | Ciclón          | Hernando Siles          | 28 de octubre  | 20:00 |
| Universitario     | 3 - 0 | Petrolero       | Olímpico Patria         | 28 de octubre  | 20:00 |
| Sport Boys        | 4 - 1 | Bolívar         | Samuel Vaca             | 29 de octubre  | 15:00 |
| Oriente Petrolero | 0 - 0 | San José        | Ramón Tahuichi Aguilera | 2 de diciembre | 20:30 |

| Petrolero       | 2 - 1 | The Strongest     | Federico Ibarra         | 31 de octubre  | 15:00 |
| Nacional Potosí | 1 - 1 | Oriente Petrolero | Víctor Agustín Ugarte   | 31 de octubre  | 17:15 |
| Ciclón          | 2 - 0 | Real Potosí       | IV Centenario           | 1 de noviembre | 15:00 |
| Sport Boys      | 2 - 1 | San José          | Samuel Vaca             | 1 de noviembre | 15:00 |
| Bolívar         | 5 - 2 | Universitario     | Hernando Siles          | 1 de noviembre | 17:15 |
| Blooming        | 3 - 1 | Wilstermann       | Ramón Tahuichi Aguilera | 1 de noviembre | 19:30 |

| Sport Boys        | 1 - 0 | Nacional Potosí | Samuel Vaca             | 20 de noviembre | 15:00 |
| Universitario     | 1 - 0 | San José        | Olímpico Patria         | 21 de noviembre | 15:00 |
| Oriente Petrolero | 2 - 1 | Wilstermann     | Ramón Tahuichi Aguilera | 21 de noviembre | 19:30 |
| Real Potosí       | 2 - 1 | Petrolero       | Víctor Agustín Ugarte   | 22 de noviembre | 15:00 |
| The Strongest     | 2 - 3 | Bolívar         | Hernando Siles          | 22 de noviembre | 17:15 |
| Blooming          | 2 - 3 | Ciclón          | Ramón Tahuichi Aguilera | 22 de noviembre | 19:30 |

| Nacional Potosí   | 2 - 2 | Universitario | Víctor Agustín Ugarte   | 15 de noviembre | 16:00 |
| Oriente Petrolero | 1 - 0 | Sport Boys    | Ramón Tahuichi Aguilera | 24 de noviembre | 20:00 |
| Ciclón            | 2 - 0 | Wilstermann   | IV Centenario           | 25 de noviembre | 15:00 |
| Petrolero         | 1 - 1 | Blooming      | Federico Ibarra         | 26 de noviembre | 15:00 |
| San José          | 1 - 1 | The Strongest | Jesús Bermúdez          | 26 de noviembre | 15:00 |
| Real Potosí       | 2 - 5 | Bolívar       | Víctor Agustín Ugarte   | 26 de noviembre | 20:00 |

| Wilstermann   | 2 - 0 | Sport Boys        | Félix Capriles          | 28 de noviembre | 20:00 |
| Ciclón        | 1 - 0 | Petrolero         | IV Centenario           | 29 de noviembre | 15:00 |
| Real Potosí   | 1 - 3 | San José          | Víctor Agustín Ugarte   | 29 de noviembre | 15:00 |
| Universitario | 3 - 2 | Oriente Petrolero | Olímpico Patria         | 29 de noviembre | 15:00 |
| Blooming      | 2 - 2 | Bolívar           | Ramón Tahuichi Aguilera | 29 de noviembre | 17:15 |
| The Strongest | 4 - 2 | Nacional Potosí   | Hernando Siles          | 29 de noviembre | 19:30 |

| San José          | 2 - 0 | Blooming      | Jesús Bermúdez          | 5 de diciembre | 15:00 |
| Petrolero         | 1 - 1 | Wilstermann   | Federico Ibarra         | 6 de diciembre | 15:00 |
| Nacional Potosí   | 2 - 1 | Real Potosí   | Víctor Agustín Ugarte   | 6 de diciembre | 15:00 |
| Bolívar           | 0 - 1 | Ciclón        | Hernando Siles          | 6 de diciembre | 16:00 |
| Oriente Petrolero | 1 - 1 | The Strongest | Ramón Tahuichi Aguilera | 6 de diciembre | 17:15 |
| Universitario     | 1 - 1 | Sport Boys    | Olímpico Patria         | 6 de diciembre | 19:30 |

| Petrolero       | 0 - 1 | Bolívar           | Federico Ibarra       | 9 de diciembre  | 15:00 |
| Real Potosí     | 6 - 1 | Oriente Petrolero | Víctor Agustín Ugarte | 9 de diciembre  | 18:30 |
| Wilstermann     | 4 - 4 | Universitario     | Félix Capriles        | 9 de diciembre  | 20:00 |
| Nacional Potosí | 1 - 1 | Blooming          | Víctor Agustín Ugarte | 9 de diciembre  | 21:15 |
| Ciclón          | 3 - 1 | San José          | IV Centenario         | 10 de diciembre | 15:00 |
| The Strongest   | 1 - 2 | Sport Boys        | Hernando Siles        | 10 de diciembre | 20:00 |

| Bolívar           | 2 - 0 | Wistermann    | Hernando Siles          | 13 de diciembre | 15:00 |
| San José          | 1 - 0 | Petrolero     | Jesús Bermúdez          | 13 de diciembre | 15:00 |
| Nacional Potosí   | 3 - 1 | Ciclón        | Víctor Agustín Ugarte   | 13 de diciembre | 15:00 |
| Universitario     | 0 - 2 | The Strongest | Olímpico Patria         | 13 de diciembre | 17:15 |
| Oriente Petrolero | 4 - 2 | Blooming      | Ramón Tahuichi Aguilera | 13 de diciembre | 19:30 |
| Sport Boys        | 1 - 0 | Real Potosí   | Samuel Vaca             | 14 de diciembre | 15:00 |

| Petrolero   | 1 - 1 | Nacional Potosí   | Federico Ibarra         | 16 de diciembre | 15:00 |
| Ciclón      | 1 - 4 | Oriente Petrolero | IV Centenario           | 16 de diciembre | 15:00 |
| Bolívar     | 2 - 5 | San José          | Hernando Siles          | 17 de diciembre | 20:00 |
| Blooming    | 1 - 0 | Sport Boys        | Ramón Tahuichi Aguilera | 17 de diciembre | 20:00 |
| Wilstermann | 1 - 1 | The Strongest     | Félix Capriles          | 17 de diciembre | 20:00 |
| Real Potosí | 2 - 3 | Universitario     | Víctor Agustín Ugarte   | 17 de diciembre | 20:00 |

| Oriente Petrolero | 1 - 0 | Petrolero   | Ramón Tahuichi Aguilera | 19 de diciembre | 18:00 |
| Nacional Potosí   | 0 - 3 | Bolívar     | Víctor Agustín Ugarte   | 20 de diciembre | 15:30 |
| San José          | 0 - 2 | Wilstermann | Jesús Bermúdez          | 20 de diciembre | 15:30 |
| Sport Boys        | 3 - 0 | Ciclón      | Samuel Vaca             | 20 de diciembre | 15:30 |
| The Strongest     | 1 - 1 | Real Potosí | Hernando Siles          | 20 de diciembre | 15:30 |
| Universitario     | 4 - 2 | Blooming    | Olímpico Patria         | 20 de diciembre | 15:30 |

|                              |
| Campeón Sport Boys 1º título |

## Torneo Clausura

### Tabla de posiciones
| Pos. | Equipos                | PJ | PG | PE | PP | GF | GC | Dif. | Pts. |
| ---- | ---------------------- | -- | -- | -- | -- | -- | -- | ---- | ---- |
| 1.   | Wilstermann (C)        | 22 | 13 | 5  | 4  | 39 | 28 | +11  | 44   |
| 2.   | The Strongest          | 22 | 11 | 5  | 6  | 36 | 24 | +12  | 38   |
| 3.   | Universitario de Sucre | 22 | 10 | 9  | 4  | 38 | 26 | +12  | 36   |
| 4.   | Nacional Potosí        | 22 | 10 | 4  | 8  | 38 | 32 | +6   | 34   |
| 5.   | Oriente Petrolero      | 22 | 9  | 7  | 6  | 29 | 23 | +6   | 34   |
| 6.   | Petrolero              | 22 | 9  | 5  | 8  | 33 | 31 | +2   | 32   |
| 7.   | Bolívar                | 22 | 6  | 8  | 8  | 28 | 30 | -2   | 26   |
| 8.   | San José               | 22 | 6  | 7  | 9  | 30 | 34 | -4   | 25   |
| 9.   | Sport Boys             | 22 | 5  | 10 | 7  | 20 | 27 | -7   | 25   |
| 10.  | Real Potosí            | 22 | 7  | 3  | 12 | 31 | 41 | -10  | 24   |
| 11.  | Blooming               | 22 | 6  | 5  | 11 | 27 | 34 | -7   | 23   |
| 12.  | Ciclón                 | 22 | 6  | 2  | 14 | 30 | 49 | -19  | 20   |

|  |                                                     |
|  | Clasificado para la Copa Conmebol Libertadores 2017 |

### Evolución de los equipos
| Fecha                  | 1  | 2  | 3  | 4  | 5  | 6  | 7  | 8  | 9  | 10 | 11 | 12 | 13 | 14 | 15 | 16 | 17 | 18 | 19 | 20 | 21 | 22 |
| Fecha                  |    |    |    |    |    |    |    |    |    |    |    |    |    |    |    |    |    |    |    |    |    |    |
| ---------------------- | -- | -- | -- | -- | -- | -- | -- | -- | -- | -- | -- | -- | -- | -- | -- | -- | -- | -- | -- | -- | -- | -- |
| Blooming               | 4  | 7  | 11 | 5  | 3  | 5  | 7  | 9  | 8  | 5  | 7  | 10 | 10 | 7  | 7  | 8  | 8  | 9  | 9  | 9  | 9  | 11 |
| Bolívar                | 3  | 8  | 7  | 2  | 5  | 2  | 3  | 2  | 2  | 3  | 5  | 5  | 6  | 9  | 8  | 9  | 9  | 8  | 6  | 7  | 7  | 7  |
| Ciclón                 | 5  | 11 | 8  | 11 | 7  | 9  | 5  | 7  | 10 | 11 | 10 | 11 | 11 | 12 | 12 | 12 | 12 | 12 | 12 | 12 | 12 | 12 |
| Nacional Potosí        | 9  | 12 | 10 | 6  | 9  | 4  | 2  | 5  | 6  | 8  | 4  | 4  | 7  | 10 | 9  | 7  | 7  | 6  | 5  | 5  | 5  | 4  |
| Oriente Petrolero      | 10 | 9  | 12 | 7  | 8  | 10 | 10 | 10 | 9  | 7  | 9  | 7  | 8  | 6  | 6  | 4  | 4  | 4  | 3  | 4  | 3  | 5  |
| Petrolero              | 6  | 10 | 6  | 9  | 4  | 7  | 4  | 4  | 3  | 2  | 2  | 3  | 3  | 5  | 4  | 6  | 5  | 5  | 7  | 6  | 6  | 6  |
| Real Potosí            | 12 | 5  | 9  | 12 | 12 | 11 | 12 | 8  | 11 | 12 | 12 | 12 | 12 | 11 | 11 | 11 | 11 | 11 | 11 | 11 | 11 | 10 |
| San José               | 7  | 4  | 5  | 10 | 11 | 12 | 11 | 12 | 12 | 10 | 11 | 6  | 5  | 3  | 5  | 5  | 6  | 7  | 8  | 8  | 8  | 8  |
| Sport Boys             | 8  | 3  | 3  | 3  | 1  | 3  | 6  | 3  | 5  | 6  | 8  | 9  | 9  | 8  | 10 | 10 | 10 | 10 | 10 | 10 | 10 | 9  |
| The Strongest          | 11 | 6  | 2  | 4  | 6  | 8  | 8  | 11 | 4  | 4  | 3  | 2  | 2  | 4  | 2  | 3  | 2  | 2  | 2  | 2  | 2  | 2  |
| Universitario de Sucre | 1  | 2  | 4  | 8  | 10 | 6  | 9  | 6  | 7  | 9  | 6  | 8  | 4  | 2  | 3  | 2  | 3  | 3  | 4  | 3  | 4  | 3  |
| Jorge Wilstermann      | 2  | 1  | 1  | 1  | 2  | 1  | 1  | 1  | 1  | 1  | 1  | 1  | 1  | 1  | 1  | 1  | 1  | 1  | 1  | 1  | 1  | 1  |

### Resultados
| Local / Visita    | BLO | BOL | CIC | NAL | OP  | PET | RPO | SJ  | SB  | TS  | UNI | WIL |
| ----------------- | --- | --- | --- | --- | --- | --- | --- | --- | --- | --- | --- | --- |
| Blooming          |     | 1–2 | 2–0 | 1–2 | 1–1 | 4–0 | 2–3 | 2–1 | 2–0 | 1–0 | 1–1 | 1–3 |
| Bolívar           | 3–1 |     | 2–0 | 1–1 | 1–0 | 2–0 | 2–0 | 1–2 | 0–1 | 1–1 | 1–1 | 0–2 |
| Ciclón            | 3–3 | 2–1 |     | 1–2 | 1–2 | 2–2 | 2–0 | 1–0 | 1–0 | 2–0 | 4–1 | 1–2 |
| Nacional Potosí   | 2–0 | 3–2 | 4–2 |     | 3–1 | 4–2 | 0–1 | 1–1 | 4–1 | 2–1 | 0–1 | 0–1 |
| Oriente Petrolero | 0–2 | 3–2 | 3–0 | 2–1 |     | 1–1 | 2–0 | 1–0 | 1–1 | 0–1 | 1–1 | 1–0 |
| Petrolero         | 2–0 | 4–1 | 4–1 | 3–1 | 1–3 |     | 2–0 | 2–0 | 1–0 | 0–1 | 2–2 | 4–1 |
| Real Potosí       | 4–0 | 0–0 | 4–0 | 1–2 | 3–1 | 1–2 |     | 2–1 | 0–0 | 2–2 | 1–4 | 0–2 |
| San José          | 0–0 | 2–0 | 5–2 | 0–0 | 0–3 | 3–0 | 2–3 |     | 1–1 | 3–2 | 1–1 | 1–3 |
| Sport Boys        | 1–1 | 1–1 | 1–0 | 3–1 | 1–1 | 1–0 | 4–0 | 2–2 |     | 1–1 | 0–0 | 1–1 |
| The Strongest     | 3–2 | 2–2 | 4–2 | 2–1 | 0–0 | 2–0 | 3–1 | 4–1 | 4–0 |     | 1–0 | 2–0 |
| Universitario     | 2–0 | 1–1 | 3–0 | 3–3 | 2–1 | 1–1 | 4–2 | 1–2 | 2–0 | 2–0 |     | 4–2 |
| Wilstermann       | 1–0 | 2–2 | 4–3 | 2–1 | 1–1 | 0–0 | 4–3 | 2–2 | 3–0 | 1–0 | 2–1 |     |

### Fixture
| Universitario   | 4 - 2 | Real Potosí       | Olímpico Patria         | 22 de enero | 20:00 |
| San José        | 1 - 1 | Sport Boys        | Jesús Bermúdez          | 23 de enero | 15:30 |
| Ciclón          | 2 - 2 | Petrolero         | IV Centenario           | 24 de enero | 15:00 |
| Bolívar         | 1 - 0 | Oriente Petrolero | Hernando Siles          | 24 de enero | 16:00 |
| Nacional Potosí | 0 - 1 | Wilstermann       | Víctor Agustín Ugarte   | 24 de enero | 17:15 |
| Blooming        | 1 - 0 | The Strongest     | Ramón Tahuichi Aguilera | 24 de enero | 19:30 |

| Real Potosí       | 4 - 0 | Ciclón          | Víctor Agustín Ugarte   | 27 de enero | 20:00 |
| Oriente Petrolero | 1 - 1 | Universitario   | Ramón Tahuichi Aguilera | 27 de enero | 20:30 |
| Sport Boys        | 3 - 1 | Nacional Potosí | Samuel Vaca             | 28 de enero | 15:00 |
| Wilstermann       | 1 - 0 | Blooming        | Félix Capriles          | 28 de enero | 20:00 |
| San José          | 2 - 0 | Bolívar         | Jesús Bermúdez          | 28 de enero | 20:00 |
| The Strongest     | 2 - 0 | Petrolero       | Hernando Siles          | 28 de enero | 20:00 |

| Ciclón            | 1 - 0 | San José        | IV Centenario           | 31 de enero  | 15:00 |
| Petrolero         | 2 - 0 | Blooming        | Federico Ibarra         | 31 de enero  | 15:00 |
| Wilstermann       | 2 - 2 | Bolívar         | Félix Capriles          | 31 de enero  | 15:00 |
| Real Potosí       | 1 - 2 | Nacional Potosí | Víctor Agustín Ugarte   | 31 de enero  | 17:15 |
| Oriente Petrolero | 1 - 1 | Sport Boys      | Ramón Tahuichi Aguilera | 31 de enero  | 19:30 |
| The Strongest     | 1 - 0 | Universitario   | Hernando Siles          | 1 de febrero | 20:00 |

| Sport Boys      | 1 - 1 | Wilstermann       | Edgar Peña              | 3 de febrero  | 20:00 |
| Bolívar         | 2 - 0 | Real Potosí       | Hernando Siles          | 3 de febrero  | 20:00 |
| Universitario   | 1 - 1 | Petrolero         | Olímpico Patria         | 4 de febrero  | 20:00 |
| Blooming        | 2 - 0 | Ciclón            | Ramón Tahuichi Aguilera | 5 de febrero  | 20:00 |
| Nacional Potosí | 2 - 1 | The Strongest     | Víctor Agustín Ugarte   | 6 de febrero  | 15:00 |
| San José        | 0 - 3 | Oriente Petrolero | Jesús Bermúdez          | 23 de febrero | 20:00 |

| Sport Boys    | 4 - 0 | Real Potosí       | Samuel Vaca             | 13 de febrero | 15:00 |
| Ciclón        | 4 - 1 | Universitario     | IV Centenario           | 14 de febrero | 15:00 |
| Petrolero     | 3 - 1 | Nacional Potosí   | Federico Ibarra         | 14 de febrero | 15:00 |
| The Strongest | 2 - 2 | Bolívar           | Hernando Siles          | 14 de febrero | 17:15 |
| Blooming      | 2 - 1 | San José          | Ramón Tahuichi Aguilera | 14 de febrero | 17:15 |
| Wilstermann   | 1 - 1 | Oriente Petrolero | Félix Capriles          | 14 de febrero | 19:30 |

| San José        | 1 - 3 | Wilstermann       | Jesús Bermúdez        | 17 de febrero | 20:00 |
| Universitario   | 2 - 0 | Blooming          | Olímpico Patria       | 17 de febrero | 20:00 |
| Bolívar         | 2 - 0 | Petrolero         | Hernando Siles        | 18 de febrero | 20:00 |
| Nacional Potosí | 4 - 2 | Ciclón            | Víctor Agustín Ugarte | 18 de febrero | 20:00 |
| Real Potosí     | 3 - 1 | Oriente Petrolero | Víctor Agustín Ugarte | 19 de febrero | 20:00 |
| Sport Boys      | 1 - 1 | The Strongest     | Samuel Vaca           | 9 de marzo    | 15:00 |

| Blooming      | 1 - 2 | Nacional Potosí   | Ramón Tahuichi Aguilera | 26 de febrero | 20:00 |
| Petrolero     | 1 - 0 | Sport Boys        | Federico Ibarra         | 27 de febrero | 15:00 |
| The Strongest | 0 - 0 | Oriente Petrolero | Hernando Siles          | 27 de febrero | 20:00 |
| Ciclón        | 2 - 1 | Bolívar           | IV Centenario           | 28 de febrero | 15:00 |
| Universitario | 1 - 2 | San José          | Olímpico Patria         | 28 de febrero | 15:00 |
| Real Potosí   | 0 - 2 | Wilstermann       | Víctor Agustín Ugarte   | 28 de febrero | 17:15 |

| Oriente Petrolero | 1 - 1 | Petrolero     | Ramón Tahuichi Aguilera | 4 de marzo | 20:00 |
| Sport Boys        | 1 - 0 | Ciclón        | Samuel Vaca             | 5 de marzo | 15:00 |
| San José          | 2 - 3 | Real Potosí   | Jesús Bermúdez          | 6 de marzo | 15:00 |
| Nacional Potosí   | 0 - 1 | Universitario | Víctor Agustín Ugarte   | 6 de marzo | 15:00 |
| Bolívar           | 3 - 1 | Blooming      | Hernando Siles          | 6 de marzo | 16:00 |
| Wilstermann       | 1 - 0 | The Strongest | Félix Capriles          | 6 de marzo | 17:15 |

| Ciclón          | 1 - 2 | Oriente Petrolero | IV Centenario           | 12 de marzo | 15:00 |
| Petrolero       | 4 - 1 | Wilstermann       | Federico Ibarra         | 13 de marzo | 15:00 |
| Nacional Potosí | 1 - 1 | San José          | Víctor Agustín Ugarte   | 13 de marzo | 15:00 |
| The Strongest   | 3 - 1 | Real Potosí       | Hernando Siles          | 13 de marzo | 15:00 |
| Universitario   | 1 - 1 | Bolívar           | Olímpico Patria         | 13 de marzo | 17:15 |
| Blooming        | 2 - 0 | Sport Boys        | Ramón Tahuichi Aguilera | 13 de marzo | 19:30 |

| Wilstemann        | 4 - 3 | Ciclón          | Félix Capriles          | 1 de abril | 20:00 |
| Sport Boys        | 0 - 0 | Universitario   | Samuel Vaca             | 2 de abril | 15:00 |
| Bolívar           | 1 - 1 | Nacional Potosí | Hernando Siles          | 2 de abril | 20:00 |
| San José          | 3 - 2 | The Strongest   | Jesús Bermúdez          | 3 de abril | 15:00 |
| Real Potosí       | 1 - 2 | Petrolero       | Víctor Agustín Ugarte   | 3 de abril | 17:15 |
| Oriente Petrolero | 0 - 2 | Blooming        | Ramón Tahuichi Aguilera | 3 de abril | 19:30 |

| Petrolero       | 0 - 1 | The Strongest     | Federico Ibarra         | 9 de abril  | 15:00 |
| Nacional Potosí | 4 - 1 | Sport Boys        | Víctor Agustín Ugarte   | 9 de abril  | 17:15 |
| Ciclón          | 2 - 0 | Real Potosí       | IV Centenario           | 10 de abril | 15:00 |
| Universitario   | 2 - 0 | Oriente Petrolero | Olímpico Patria         | 10 de abril | 15:00 |
| Bolívar         | 1 - 2 | San José          | Hernando Siles          | 10 de abril | 16:00 |
| Blooming        | 1 - 3 | Wilstermann       | Ramón Tahuichi Aguilera | 10 de abril | 17:15 |

| Real Potosí       | 4 - 0 | Blooming        | Víctor Agustín Ugarte   | 16 de abril | 15:00 |
| Oriente Petrolero | 2 - 1 | Nacional Potosí | Ramón Tahuichi Aguilera | 16 de abril | 18:30 |
| San José          | 3 - 0 | Petrolero       | Jesús Bermúdez          | 17 de abril | 15:00 |
| The Strongest     | 4 - 2 | Ciclón          | Hernando Siles          | 17 de abril | 15:00 |
| Wilstermann       | 2 - 1 | Universitario   | Félix Capriles          | 17 de abril | 17:15 |
| Sport Boys        | 1 - 1 | Bolívar         | Edgar Peña              | 17 de abril | 19:30 |

| The Strongest     | 3 - 2 | Blooming        | Hernando Siles          | 23 de febrero | 20:00 |
| Oriente Petrolero | 3 - 2 | Bolívar         | Ramón Tahuichi Aguilera | 16 de marzo   | 20:30 |
| Petrolero         | 4 - 1 | Ciclón          | Federico Ibarra         | 20 de abril   | 15:00 |
| Wilstermann       | 2 - 1 | Nacional Potosí | Félix Capriles          | 20 de abril   | 20:00 |
| Sport Boys        | 2 - 2 | San José        | Edgar Peña              | 21 de abril   | 15:00 |
| Real Potosí       | 1 - 4 | Universitario   | Víctor Agustín Ugarte   | 21 de abril   | 20:00 |

| Blooming        | 4 - 0 | Petrolero         | Ramón Tahuichi Aguilera | 23 de abril | 18:00 |
| Nacional Potosí | 0 - 1 | Real Potosí       | Víctor Agustín Ugarte   | 24 de abril | 15:00 |
| San José        | 5 - 2 | Ciclón            | Jesús Bermúdez          | 24 de abril | 15:00 |
| Sport Boys      | 1 - 1 | Oriente Petrolero | Edgar Peña              | 24 de abril | 15:00 |
| Bolívar         | 0 - 2 | Wilstermann       | Hernando Siles          | 24 de abril | 16:00 |
| Universitario   | 2 - 0 | The Strongest     | Olímpico Patria         | 24 de abril | 17:15 |

| Ciclón            | 3 - 3 | Blooming        | IV Centenario           | 27 de abril | 15:00 |
| Wilstermann       | 3 - 0 | Sport Boys      | Félix Capriles          | 27 de abril | 20:00 |
| Real Potosí       | 0 - 0 | Bolívar         | Víctor Agustín Ugarte   | 27 de abril | 20:00 |
| Oriente Petrolero | 1 - 0 | San José        | Ramón Tahuichi Aguilera | 27 de abril | 20:00 |
| Petrolero         | 2 - 2 | Universitario   | Federico Ibarra         | 28 de abril | 15:00 |
| The Strongest     | 2 - 1 | Nacional Potosí | Hernando Siles          | 28 de abril | 20:00 |

| San José          | 0 - 0 | Blooming      | Jesús Bermúdez          | 30 de abril | 15:00 |
| Real Potosí       | 0 - 0 | Sport Boys    | Víctor Agustín Ugarte   | 30 de abril | 17:15 |
| Nacional Potosí   | 4 - 2 | Petrolero     | Víctor Agustín Ugarte   | 1 de mayo   | 15:00 |
| Universitario     | 3 - 0 | Ciclón        | Olímpico Patria         | 1 de mayo   | 15:00 |
| Bolívar           | 1 - 1 | The Strongest | Hernando Siles          | 1 de mayo   | 16:00 |
| Oriente Petrolero | 1 - 0 | Wilstermann   | Ramón Tahuichi Aguilera | 1 de mayo   | 19:30 |

| Ciclón            | 1 - 2 | Nacional Potosí | IV Centenario           | 4 de mayo | 15:00 |
| Wilstermann       | 2 - 2 | San José        | Félix Capriles          | 4 de mayo | 20:00 |
| Blooming          | 1 - 1 | Universitario   | Ramón Tahuichi Aguilera | 4 de mayo | 20:00 |
| Petrolero         | 4 - 1 | Bolívar         | Federico Ibarra         | 5 de mayo | 15:00 |
| Oriente Petrolero | 2 - 0 | Real Potosí     | Ramón Tahuichi Aguilera | 5 de mayo | 19:30 |
| The Strongest     | 4 - 0 | Sport Boys      | Hernando Siles          | 5 de mayo | 20:00 |

| San José          | 1 - 1 | Universitario | Jesús Bermúdez          | 7 de mayo | 15:00 |
| Nacional Potosí   | 2 - 0 | Blooming      | Víctor Agustín Ugarte   | 7 de mayo | 19:30 |
| Sport Boys        | 1 - 0 | Petrolero     | Samuel Vaca             | 8 de mayo | 15:00 |
| Wilstermann       | 4 - 3 | Real Potosí   | Félix Capriles          | 8 de mayo | 15:00 |
| Bolívar           | 2 - 0 | Ciclón        | Hernando Siles          | 8 de mayo | 16:00 |
| Oriente Petrolero | 0 - 1 | The Strongest | Ramón Tahuichi Aguilera | 8 de mayo | 17:15 |

| Petrolero     | 1 - 3 | Oriente Petrolero | Federico Ibarra         | 11 de mayo | 15:00 |
| Real Potosí   | 2 - 1 | San José          | Víctor Agustín Ugarte   | 11 de mayo | 20:00 |
| Blooming      | 1 - 2 | Bolívar           | Ramón Tahuichi Aguilera | 11 de mayo | 20:00 |
| Ciclón        | 1 - 0 | Sport Boys        | IV Centenario           | 12 de mayo | 15:00 |
| The Strongest | 2 - 0 | Wilstermann       | Hernando Siles          | 12 de mayo | 20:00 |
| Universitario | 3 - 3 | Nacional Potosí   | Olímpico Patria         | 12 de mayo | 20:00 |

| Petrolero       | 2 - 0 | Real Potosí       | Federico Ibarra         | 14 de mayo | 15:00 |
| Ciclón          | 1 - 2 | Wilstermann       | IV Centenario           | 15 de mayo | 15:00 |
| Universitario   | 2 - 0 | Sport Boys        | Olímpico Patria         | 15 de mayo | 15:00 |
| Nacional Potosí | 3 - 2 | Bolívar           | Víctor Agustín Ugarte   | 15 de mayo | 15:00 |
| The Strongest   | 4 - 1 | San José          | Hernando Siles          | 15 de mayo | 17:15 |
| Blooming        | 1 - 1 | Oriente Petrolero | Ramón Tahuichi Aguilera | 15 de mayo | 19:30 |

| Bolívar           | 1 - 1 | Universitario   | Hernando Siles          | 19 de mayo | 20:00 |
| Real Potosí       | 2 - 2 | The Strongest   | Víctor Agustín Ugarte   | 22 de mayo | 16:00 |
| Wilstermann       | 0 - 0 | Petrolero       | Félix Capriles          | 22 de mayo | 16:00 |
| San José          | 0 - 0 | Nacional Potosí | Jesús Bermúdez          | 22 de mayo | 16:00 |
| Sport Boys        | 1 - 1 | Blooming        | Samuel Vaca             | 22 de mayo | 16:00 |
| Oriente Petrolero | 3 - 0 | Ciclón          | Ramón Tahuichi Aguilera | 22 de mayo | 16:00 |
| 1. 2.             |       |                 |                         |            |       |

| Ciclón          | 2 - 0 | The Strongest     | IV Centenario           | 25 de mayo | 15:00 |
| Petrolero       | 2 - 0 | San José          | Federico Ibarra         | 25 de mayo | 15:00 |
| Nacional Potosí | 3 - 1 | Oriente Petrolero | Víctor Agustín Ugarte   | 25 de mayo | 15:00 |
| Blooming        | 2 - 3 | Real Potosí       | Ramón Tahuichi Aguilera | 25 de mayo | 15:00 |
| Universitario   | 4 - 2 | Wilstermann       | Olímpico Patria         | 25 de mayo | 17:00 |
| Bolívar         | 0 - 1 | Sport Boys        | Hernando Siles          | 25 de mayo | 20:00 |

|                                                                      |
| Campeón Wilstermann 6° Título Liguero 13° Título de Primera División |

## Tabla acumulada
Fecha de actualización: 14 de junio de 2017
|  | Pos. | Equipos                | PJ | PG | PE | PP | GF | GC | Dif. | Pts. |
|  | ---- | ---------------------- | -- | -- | -- | -- | -- | -- | ---- | ---- |
|  | 1°   | The Strongest          | 44 | 22 | 11 | 11 | 81 | 50 | +31  | 77   |
|  | 2°   | Jorge Wilstermann      | 44 | 21 | 14 | 9  | 73 | 58 | +15  | 77   |
|  | 3°   | Universitario de Sucre | 44 | 19 | 15 | 10 | 82 | 69 | +13  | 72   |
|  | 4°   | Sport Boys             | 44 | 19 | 13 | 12 | 53 | 44 | +9   | 70   |
|  | 5°   | Bolívar                | 44 | 20 | 9  | 15 | 80 | 66 | +14  | 69   |
|  | 6°   | Oriente Petrolero      | 44 | 18 | 14 | 12 | 61 | 53 | +8   | 68   |
|  | 7°   | Nacional Potosí        | 44 | 15 | 10 | 19 | 76 | 80 | -4   | 55   |
|  | 8°   | Petrolero              | 44 | 14 | 9  | 21 | 53 | 66 | -13  | 51   |
|  | 9°   | Ciclón                 | 44 | 15 | 5  | 24 | 61 | 87 | -26  | 50   |
|  | 10°  | San José               | 44 | 12 | 13 | 19 | 60 | 70 | -10  | 49   |
|  | 11°  | Blooming               | 44 | 12 | 12 | 20 | 58 | 71 | -13  | 48   |
|  | 12°  | Real Potosí            | 44 | 12 | 5  | 27 | 62 | 89 | -27  | 41   |

|  |                                                                           |
|  | Clasificado a Copa Conmebol Libertadores 2017 como Campeón Apertura 2015. |
|  | Clasificado a Copa Conmebol Libertadores 2017 como Campeón Clausura 2016. |
|  | Clasificado a Copa Conmebol Libertadores 2017 como Mejor Puntaje.         |
|  | Clasificado a Copa Conmebol Sudamericana 2017 como Mejor Puntaje.         |

El puntaje acumulado de un equipo es la suma del obtenido en los torneos Apertura 2015 y Clausura 2016. Éste puntaje determinó al cierre de temporada la clasificación de los representantes de la LFPB en los torneos de Conmebol del año siguiente.
- Para la Copa Conmebol Libertadores 2017 clasificaron 4: los campeones del Torneo Apertura y Clausura como Bolivia 1 y 2 respectivamente, y los dos mejores colocados, sin contar a los mencionados anteriormente, como Bolivia 3 y Bolivia 4 respectivamente.

- Para la Copa Conmebol Sudamericana 2017 clasificaron 4: Los 4 mejores posicionados, excluyendo a los equipos clasificados a la Copa Libertadores.

En caso de paridad de puntos entre dos equipos en el primer puesto se define al mejor en un partido extra. Si la igualdad se produce entre dos equipos que no sea para el primer puesto, se toma en cuenta la diferencia de goles. El campeón de cada certamen asegura su participación en la Copa Libertadores como Bolivia 1 o 2, sin depender de la posición que ocupe en esta tabla.

## Sistema de descenso
Para establecer el descenso directo e indirecto a final de la Temporada 2015–2016, se aplicó el punto promedio a los torneos de las Temporadas 2014–15 y 2015–16.
 Fecha de actualización: 08 de junio de 2016

| Pos. | Equipos                | 2014/15 | 2015/16 | Total | PJ | Prom. |
| ---- | ---------------------- | ------- | ------- | ----- | -- | ----- |
| 1.   | Bolívar                | 92      | 69      | 161   | 88 | 1,830 |
| 2.   | The Strongest          | 79      | 77      | 156   | 88 | 1,772 |
| 3.   | Jorge Wilstermann      | 73      | 77      | 150   | 88 | 1,705 |
| 4.   | Oriente Petrolero      | 76      | 68      | 144   | 88 | 1,636 |
| 5.   | Universitario de Sucre | 53      | 72      | 125   | 88 | 1,420 |
| 6.   | Blooming               | 66      | 48      | 114   | 88 | 1,296 |
| 7.   | San José               | 61      | 49      | 110   | 88 | 1,250 |
| 8.   | Sport Boys             | 38      | 70      | 108   | 88 | 1,227 |
| 9.   | Real Potosí            | 63      | 41      | 104   | 88 | 1,181 |
| 10.  | Nacional Potosí        | 49      | 55      | 104   | 88 | 1,181 |
| 11.  | Petrolero              | 52      | 51      | 103   | 88 | 1,170 |
| 12.  | Ciclón                 | –       | 50      | 50    | 44 | 1,136 |

|       |                                                                    |
|       | Disputó el descenso indirecto contra el subcampeón del Nacional B. |
| Salió | Descendió a la Segunda División de Bolivia.                        |

### Partidos de ascenso y descenso indirecto

#### Petrolero - Universitario del Beni
Petrolero, penúltimo en la tabla promedio de la liga y el subcampeón del Nacional B Universitario del Beni, se enfrentaron en partidos de ida y vuelta previo al sorteo de las localías. De haber persistido el empate en puntos hubiesen disputado un partido extra en cancha neutral. El ganador obtuvo un lugar en la temporada 2016-17.
| 1 de junio de 2016, 15:00 (UTC-4) | Petrolero                             | 3:1 (3:0) | Universitario del Beni | Estadio Federico Ibarra, Yacuiba |                         |
|                                   | Camilo Ríos 6' · Enzo Maidana 27' 44' | Reporte   | 47' Jonathan Taborga   | Árbitro(s): Juan García          | Árbitro(s): Juan García |

| 5 de junio de 2016, 16:00 (UTC-4) | Universitario del Beni | 0:3 (0:1) | Petrolero                               | Estadio Gran Mamoré, Trinidad |                             |
|                                   |                        | Reporte   | 26' 77' Enzo Maidana · 84' Jesús Flores | Árbitro(s): Oscar Maldonado   | Árbitro(s): Oscar Maldonado |

### Clasificación final
|                                           |                                                        |
| Petrolero (Permanece en Primera División) | Universitario del Beni (Permanece en Segunda División) |

## Goleadores

### Torneo Apertura
| Jugador                                   | Jugador           | Goles | Jugada | Cabeza | T. Libre | Penal | Equipo            |
| ----------------------------------------- | ----------------- | ----- | ------ | ------ | -------- | ----- | ----------------- |
| Bandera de Argentina · Bandera de Bolivia | Martín Palavicini | 19    | 8      | 2      | 0        | 9     | Universitario     |
| Bandera de España                         | Juanmi Callejón   | 13    | 7      | 2      | 2        | 2     | Bolívar           |
| Bandera de Argentina                      | Sergio Almiron    | 12    | 8      | 2      | 0        | 2     | Oriente Petrolero |
| Bandera de Bolivia                        | Gilbert Álvarez   | 11    |        |        |          |       | Real Potosí       |
| Bandera de Bolivia                        | Rodrigo Ramallo   | 11    |        |        |          |       | The Strongest     |
| Bandera de Bolivia                        | Eduardo Fierro    | 11    |        |        |          |       | Universitario     |

### Torneo Clausura
| Jugador                                   | Jugador           | Goles | Jugada | Cabeza | T. Libre | Penal | Equipo            |
| ----------------------------------------- | ----------------- | ----- | ------ | ------ | -------- | ----- | ----------------- |
| Bandera de Argentina                      | Juan Vogliotti    | 12    | 9      | 3      | 0        | 0     | Ciclón            |
| Bandera de Argentina · Bandera de Bolivia | Martín Palavicini | 10    | 6      | 2      | 0        | 2     | Universitario     |
| Bandera de Argentina                      | Marcelo Bergese   | 10    | 6      | 1      | 0        | 3     | Wilstermann       |
| Bandera de Bolivia                        | Carlos Vargas     | 9     | 7      | 2      | 0        | 0     | Real Potosí       |
| Bandera de Bolivia                        | Eduardo Fierro    | 9     | 8      | 1      | 0        | 0     | Universitario     |
| Bandera de Argentina                      | Antonio Rojano    | 9     | 4      | 4      | 0        | 1     | Real Potosí       |
| Bandera de Argentina                      | Sergio Almirón    | 9     | 7      | 1      | 0        | 1     | Oriente Petrolero |

## Entrenadores

### Torneo Apertura
| Equipo                 | Entrenador                       | Fechas      |
| ---------------------- | -------------------------------- | ----------- |
| Blooming               | Erwin Sánchez                    | 1.ª a 17.ª  |
| Blooming               | Raúl Gutiérrez (Interino)        | 18.ª a 19.ª |
| Blooming               | Hernán Boyero                    | 20.ª a 22.ª |
| Bolívar                | Eduardo Villegas                 | Todas       |
| Ciclón                 | Víctor Hugo Andrada              | Todas       |
| Nacional Potosí        | Miguel Ángel Zahzú               | 1ª a 5ª     |
| Nacional Potosí        | David de la Torre                | 6ª en 16.ª  |
| Nacional Potosí        | Claudio Chacior                  | 17.ª a 22.ª |
| Oriente Petrolero      | Roberto Pompei                   | 1ª a 6ª     |
| Oriente Petrolero      | Xabier Azkargorta                | 7ª a 22ª    |
| Petrolero              | Celso Ayala                      | 1ª a 17.ª   |
| Petrolero              | Santos Amador (Jugador Interino) | 18.ª a 22.ª |
| Real Potosí            | José Rossi                       | 1ª a 5ª     |
| Real Potosí            | Richard Preza                    | 6ª a 11.ª   |
| Real Potosí            | Óscar Sanz                       | 12.ª a 22.ª |
| San José               | Victor Barrientos                | 1ª a 3ª     |
| San José               | Mario Rolando Ortega             | 4ª a 10.ª   |
| San José               | Freddy Cossio                    | 11.ª a 22.ª |
| Sport Boys             | Carlos Leeb                      | Todas       |
| The Strongest          | Pablo Caballero                  | Todas       |
| Universitario de Sucre | Javier Vega                      | Todas       |
| Jorge Wilstermann      | Juan Manuel Llop                 | 1ª a 16.ª   |
| Jorge Wilstermann      | Norberto Kekez                   | 17.ª a 22.ª |

### Torneo Clausura
| Equipo            | Entrenador                   | Fechas      |
| ----------------- | ---------------------------- | ----------- |
| Blooming          | Hernán Boyero                | Todas       |
| Bolívar           | Ruben Darío Insua            | 1ª a 14.ª   |
| Bolívar           | Óscar Villegas               | 15º a 22ª   |
| Ciclón            | Víctor Hugo Andrada          | 1ª a 13.ª   |
| Ciclón            | Gonzalo Méndez (Interino)    | 14º         |
| Ciclón            | Gustavo Romanello            | 15º a 22ª   |
| Nacional Potosí   | Juan Márquez                 | 1ª a 9ª     |
| Nacional Potosí   | Edgardo Malvestiti           | 10º a 22ª   |
| Oriente Petrolero | Xabier Azkargorta            | 1ª a 8ª     |
| Oriente Petrolero | Ángel Guillermo Hoyos        | 9ª a 22ª    |
| Petrolero         | Milton Maygua                | Todas       |
| Real Potosí       | Óscar Sanz                   | 1ª a 7ª     |
| Real Potosí       | Jesús Leal (Interino)        | 8ª          |
| Real Potosí       | Julio César Toresani         | 9ª a 13.ª   |
| Real Potosí       | Henry Lapczyk (Jugador)      | 14.ª a 22.ª |
| San José          | Freddy Cossio                | 1ª a 6ª     |
| San José          | Marcos Ferrufino             | 7ª a 22ª    |
| Sport Boys        | Carlos Leeb                  | 1ª a 10.ª   |
| Sport Boys        | Sergio Apaza (Interino)      | 11.ª        |
| Sport Boys        | Eduardo Villegas             | 12.ª a 22.ª |
| The Strongest     | Pablo Caballero              | 1ª a 4ª     |
| The Strongest     | Mauricio Soria               | 5ª a 11.ª   |
| The Strongest     | Sergio Óscar Luna (Interino) | 12.ª        |
| The Strongest     | César Farías                 | 13.ª a 22.ª |
| Universitario     | Javier Vega                  | Todas       |
| Wilstermann       | Julio Alberto Zamora         | Todas       |